# Manicouagan (jezioro)
Manicouagan – jezioro i krater uderzeniowy w Kanadzie, w centralnej części prowincji Quebec, ok. 800 km na północny wschód od Montrealu.

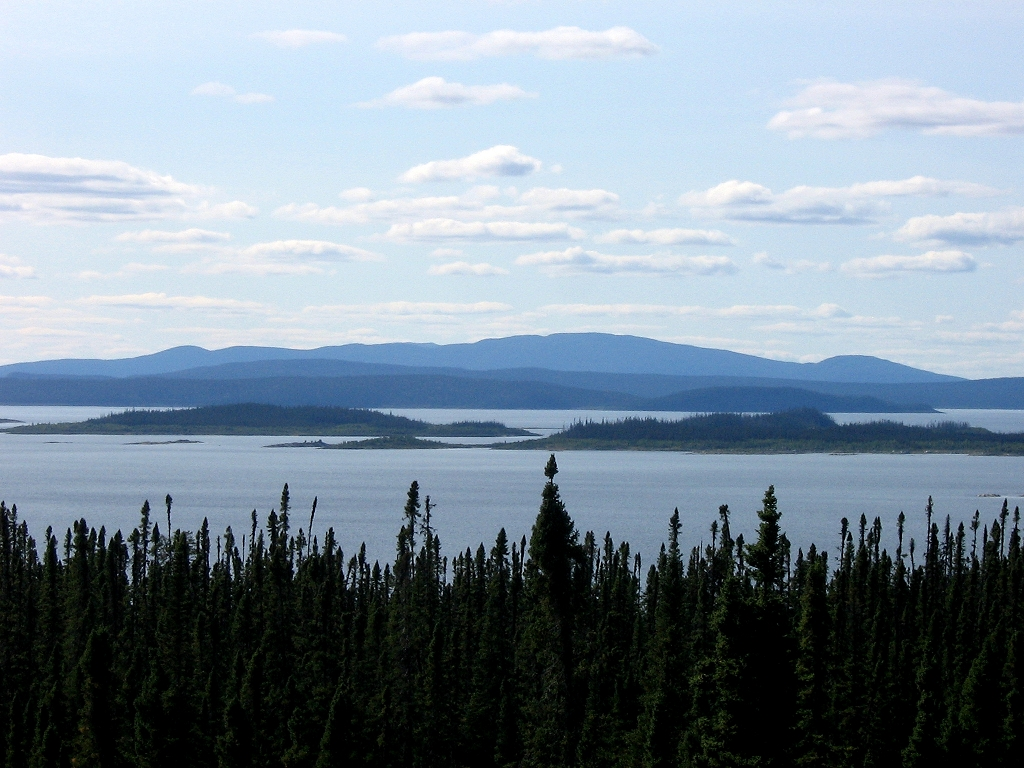
Jezioro Manicouagan, widok ze strony wschodniej. W oddali (nieco na prawo od środka fotografii) widać Mont Babel

Jezioro ma kształt pierścienia kołowego otaczającego wzniesienie centralne, wyspę René-Levasseur, z najwyższym szczytem Mont Babel (centrum krateru) wznoszącym się 952 m n.p.m. i 590 m nad poziomem jeziora. Ze względu na swój kształt, jezioro to jest czasem zwane „okiem Quebeku” (fr. l'œil du Québec).

## Krater
Ocenia się, że krater Manicouagan powstał w wyniku uderzenia około pięciokilometrowego bolidu ok. 214 mln lat temu i miał początkowo średnicę 85 km, jednak w wyniku erozji, widoczna obecnie struktura ma średnicę ok. 72 km. Krater ten jest szóstym pod względem wielkości średnicy znanym i potwierdzonym kraterem uderzeniowym na Ziemi (stan na lipiec 2012).
Krater ten może być związany z wymieraniem triasowym; jednakże najnowsze datowanie wydaje się temu przeczyć: krater jest datowany na 12 ± 2 mln lat przed początkiem tego masowego wymierania.

### Hipoteza wielu uderzeń
Krater Manicouagan powstał w podobnym czasie, co kilka innych dużych kraterów uderzeniowych na Ziemi: Saint Martin o średnicy 40 km, również w Kanadzie, Rochechouart we Francji o średnicy 23 km, krater Obołoń o średnicy 20 km na Ukrainie i krater Red Wing o średnicy 9 km w Stanach Zjednoczonych. Oba kratery w Kanadzie i krater Rochechouart leżały w tym czasie na tej samej szerokości geograficznej, 22°8' N, zatem mogły powstać w jednej serii uderzeń. Dwa pozostałe kratery leżą wraz z kraterami Saint Martin i Rochechouart na kołach wielkich o tej samej deklinacji. Powstała hipoteza, że wszystkie te kratery utworzył upadek łańcuszkowy, uderzenie w Ziemię fragmentów rozbitego ciała niebieskiego (komety lub planetoidy), w ciągu kilku godzin.

## Hydroenergetyka
Jezioro zostało powiększone przez tamy z elektrowniami zwanymi Manic 1, Manic 2 ... Manic 5, Manic 5 P.A. tworzącymi wspólnie duży zespół energetyczny na rzece Manicouagan. Poziom jeziora jest zwykle niższy w zimie, kiedy zapotrzebowanie na prąd jest najwyższe.